# Santorre Debenedetti
Santorre Debenedetti  (* 18. April 1878 in Acqui Terme; † 17. Dezember 1948 in Giaveno) war ein italienischer Romanist, Italianist und Provenzalist.

## Leben und Werk
Debenedetti, Onkel von Cesare Segre, war von 1908 bis 1913 Lektor für Italienisch an der Reichsuniversität Straßburg. Ab 1919 lehrte er an der Universität Pavia, ab 1926 als Professor. Von 1928 bis 1938 und von 1944 bis zu seinem Tod war er Professor für romanische Philologie an der Universität Turin. 1938 fiel er unter das Lehrverbot der italienischen Rassengesetze. 1947 wurde er korrespondierendes Mitglied der Accademia dei Lincei. Er war Mitherausgeber der Zeitschrift Giornale Storico della Letteratura Italiana.

## Werke
- Nuovi studi sulla Giuntina di rime antiche, in: Giornale storico della letteratura italiana 50, 1907, S. 281–340.
  - Città di Castello, S. Lapi, 1912.
  - hrsg. von Silvia Albesano, Turin, Aragno, 2011 (Vorwort von Cesare Segre).
- Gli studi provenzali in Italia nel Cinquecento, Turin, Loescher, 1911.
  - Gli studi provenzali in Italia nel Cinquecento e Tre secoli di studi provenzali, hrsg. von Cesare Segre, Padua, Antenori, 1995.
- Flamenca, Turin, G. Chiantore, 1921.
- Il "Sollazzo". Contributi alla storia della novella, della poesia musicale e del costume nel Trecento, Turin, Bocca, 1922.
- (Hrsg.) Ludovico Ariosto, Orlando Furioso, 3 Bde., Bari, Laterza, 1928.
  - (mit Cesare Segre) Bologna, Commissione per i testi di lingua, 1960.
- (Hrsg.) Le canzoni di Stefano Protonotaro. Parte prima, Perugia, Bartelli, 1932.
- (Hrsg.) I frammenti autografi dell'Orlando Furioso, Turin, Chiantore, 1937.
  - Rom, Edizioni di storia e letteratura, 2010 (Vorwort von Cesare Segre)
- Studi filologici, Mailand, F. Angeli, 1986.